# Viação Galo Branco
A Viação Galo Branco é uma empresa de transporte urbano sediada no bairro do Galo Branco, em São Gonçalo no estado do Rio de Janeiro. É concessionária do transporte público municipal de São Gonçalo, Niterói e Rio de Janeiro, além de operar linhas entre um município e outro.

## História
A empresa foi fundada em junho de 1972 por José Cardoso Romeiro, quando adquiriu uma empresa que, segundo ele, estava sendo abandonada e sucateada.
A empresa atualmente é uma das maiores do estado do Rio de Janeiro, além de ser uma das maiores de São Gonçalo, juntamente com a Rio Ita, Viação Mauá, esta última sendo dona de várias outras empresas, com o Grupo Mauá.